# Rauma, Finska
Rauma (švedsko Raumo) je mesto na Finskem, na zahodni obali države. Pripada regiji Satakunta ob Botniškem zalivu. Prebivalcev Raume je približno 39.000, medtem ko ima podregija približno 66.000 prebivalcev. Je 29. najbolj naseljena občina na Finskem.
Rauma leži 92 kilometrov severno od Turkuja in 50 kilometrov južno od Porija. Sosednje občine so Eura, Eurajoki, Laitila in Pyhäranta. Rauma, ki je dobila mestne privilegije 17. aprila 1442 (takrat pod vladavino Švedske), je znana po svoji papirni in pomorski industriji, visokokakovostni čipki (od 18. stoletja) in stari leseni arhitekturi mestnega središča (Staro mestno jedro Raume - Vanha Rauma), ki je na Unescovem seznamu svetovne dediščine.

## Zgodovina
V 14. stoletju, preden je bila razglašena za mesto, je Rauma imela frančiškanski samostan in katoliško cerkev. Leta 1550 je bilo meščanom Raume ukazano, naj se preselijo v Helsinke, vendar je bilo to neuspešno in Rauma je še naprej rasla.
Praktično ves leseni del mesta Rauma je bil uničen v požarih leta 1640 in 1682. Mestno središče, ki je večinoma obsegalo celotno mesto do leta 1809, ima približno 600 lesenih stavb. Neorenesančni slog mnogih hiš je posledica blaginje, ki jo je prineslo pomorstvo. Leta 1897 je imela Rauma največjo floto jadrnic na Finskem, ki je skupaj štela 57 plovil. Ko je leta 1853 izbruhnila krimska vojna, sta Raumo leta 1855 med Ålandsko vojno napadli francoska in britanska mornarica. Blago so izvažali predvsem v Nemčijo, Stockholm in baltske države. V 1890-ih je Rauma dobila učiteljišče ('seminar'), ki je bilo kasneje priključeno Univerzi v Turkuju. Del oddelka za izobraževanje še vedno obstaja v Raumi.
Ime Rauma izhaja iz germanske besede strauma, kar pomeni 'tok'.

## Podnebje
Rauma ima vlažno celinsko podnebje s hladnimi zimami in toplimi poletji. Vpliv morja iz Botniškega zaliva prinaša toploto pozimi in nižje temperature poleti. In podobno kot v drugih obalnih mestih Finske na jugu, je povprečna letna temperatura v Raumi približno 6 °C. 3. februarja 1966 je najnižja doslej zabeležena temperatura v osrednji Raumi dosegla -33,6 °C, najvišja temperaturna rekordna vrednost pa je bila okoli 33 °C brez jasnih podatkov, ker so bili podatki vremenske postaje uporabljeni šele konec leta 2010.

## Gospodarstvo
Po drugi svetovni vojni se je Rauma razvila v industrijsko mesto, glavne industrije pa so bile ladjedelništvo, tovarne papirja in celuloze ter kovinska industrija. Rauma je tudi peto največje pristanišče na Finskem s skoraj šestimi milijoni ton ladij na leto. Jedrska elektrarna Olkiluoto je poleg mesta Rauma v kraju Eurajoki. V bližini Raume je tovarna statičnih inverterjev Fenno-Skan.
Leta 2019 so bili največji davčni zavezanci v Raumi Raumaster, Forchem, Länsi-Suomen Osuuspankki, Oras, Alfa Laval Aalborg in LähiTapiola Lännen.

### Pomorska Rauma
Kot obalno mesto je Rauma vedno živela od morja in trgovala po morju. Stoletja tujih vplivov so prišla tudi v mesto, tako kot v druga pristaniška mesta.
Ladjedelništvo se je v Raumi začelo že v 16. stoletju, ko je bila v mestu ustanovljena prva rezbarska ladja ali varvi. Jadrnice so v Raumi gradili vse do konca jadralne dobe, v 19. stoletju pa je imela Rauma celo največjo jadralno floto na Finskem. Najbolj znana med jadrnicami je škuna Uljas, jadrnica, zgrajena v Raumi leta 1891, ki je bila junija 1950 z velikim pompom zažgana in potopljena. Ladja leži 40 metrov globoko v Valkiakari pri Raumi. Po koncu druge svetovne vojne je bil ustanovljen  F.W. Hollming Oy:n v Korkeakarju v Raumi, ladjedelnica za izdelavo ladij za vojno odškodnino za Sovjetsko zvezo. Ladjedelnica Hollming je do leta 1952 zgradila skupaj 34 lesenih škun. Po koncu vojne odškodnine se je ladjedelnica preselila v proizvodnjo sodobnih jeklenih ladij, ki so jih do 1970-ih dobavljali predvsem sovjetskim strankam.
V začetku leta 2020 je bilo v Raumi še vedno mogoče videti tri jadrnice: brig Gerda (potopljena in razstavljena leta 2023), škuna Kathrina (zdaj v Helsinkih vse leto) in barka Marita v območju Otanlahti beach parka v resortu Poroholma, kjer jo med drugim uporabljajo kot restavracije.
Pomorski muzej Rauma je v stari stavbi Pomorske akademije. Domači muzej ladjarja Marela in muzej mornarjev Kirsti sta v Vanha Rauma.

## Kultura
Rauma ima svoje narečje finščine, Rauman giäl. Narečje zaradi pomorske preteklosti podeduje besede iz jezikov, kot so švedščina, angleščina in nemščina. Narečje se je v vsakodnevni rabi razredčilo v glavni finščini, vendar je dokaj dobro preučeno (predvsem Hj. Nortamo) in ga izvajajo kot hobi.
Mesto je tudi rojstni kraj raumizma, neidealističnega pogleda na konstruirani jezik esperanto kot nosilca kulture in ne kot mednarodnega pomožnega jezika.
Pomorski muzej Rauma v stavbi Navtične šole Rauma je bil ustanovljen leta 1999.

### Teden čipke
V Raumi že od leta 1971 organizirajo letni Teden čipke. V tednu čipke lokalni obrtniki organizirajo manjše razstave na območju stare Raume. Teden čipke se zaključi z Nočjo črne čipke, ko so majhni butiki odprti pozno v noč, potekajo različne predstave in koncerti, ljudje pa se oblačijo v črno čipko.